# 克兰克斯比尔
克兰克斯比尔（德語：Klangsbøl）是德国石勒苏益格－荷尔斯泰因州的一个市镇。总面积10.63平方公里，总人口921人，其中男性457人，女性464人（2011年12月31日），人口密度87人/平方公里。